# Leptosiphon jepsonii
Leptosiphon jepsonii är en blågullsväxtart som först beskrevs av Schemske och Goodw., och fick sitt nu gällande namn av J.M. Porter och L.A. Johnson. Leptosiphon jepsonii ingår i släktet Leptosiphon och familjen blågullsväxter. Inga underarter finns listade i Catalogue of Life.